# Ruger Bisley
O Ruger Bisley, é um revólver de ação simples com capacidade de cinco ou seis tiros fabricado pela Sturm, Ruger & Co. Ele é comercializado em vários acabamentos, calibres e comprimentos de cano. Ele herdou o nome de uma empunhadura desenhada pela Colt's Manufacturing Company que era popular em competições de tiro ocorridas na cidade de Bisley na Inglaterra.

## Calibres
- .22 Long Rifle
- .32 H&R Magnum
- .357 Magnum/.38 Special
- .41 Magnum
- .44 Magnum/.44 Special
- .45 Colt
- .454 Casull
- .480 Ruger

## Acabamentos
- Aço azulado
- Aço inoxidável